# AFCAD

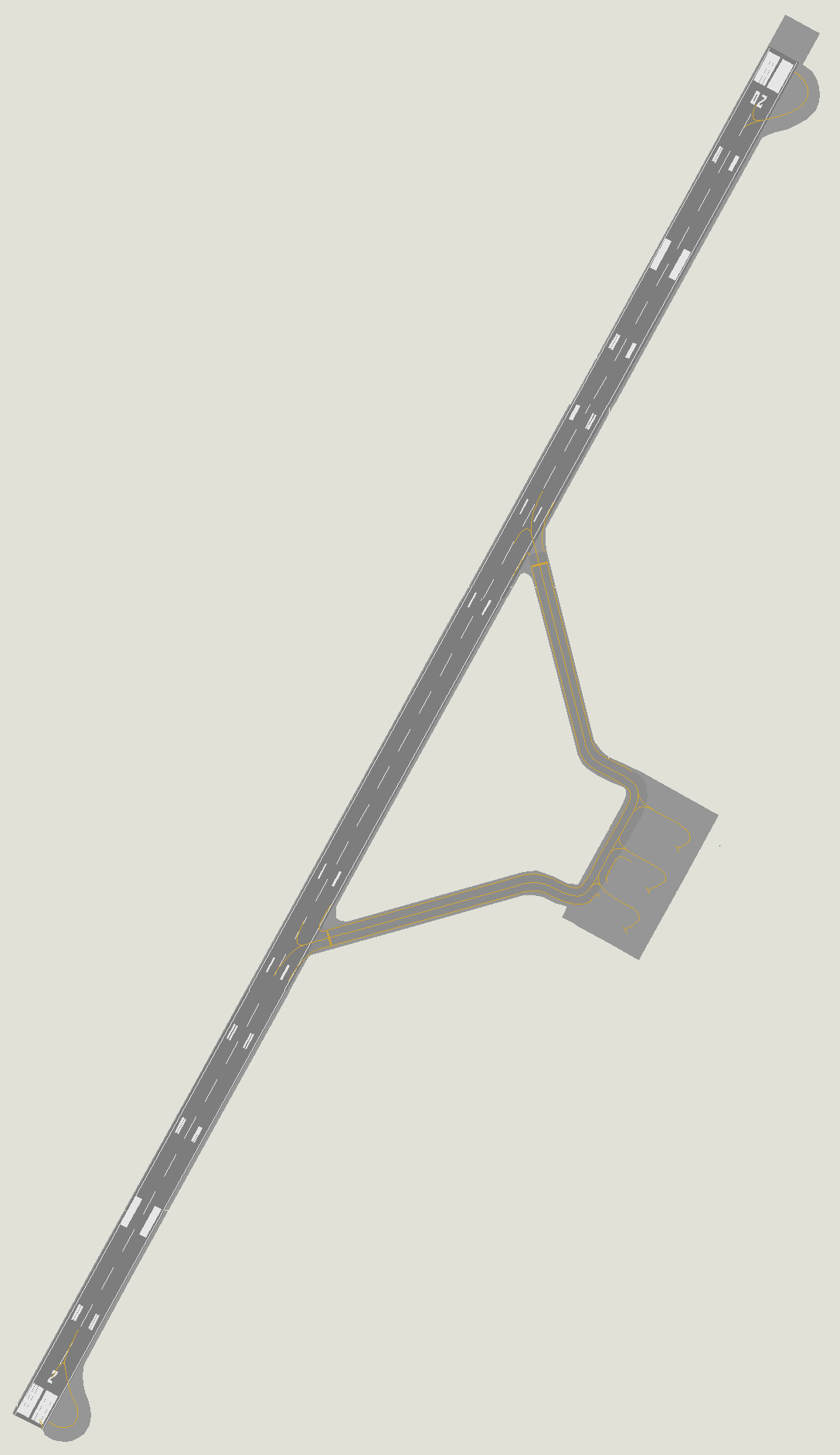
Visualización de un AFCAD

AFCAD es un formato de archivo (bgl) con comandos XML grabados en él. Es usado por simuladores de vuelo como "Microsoft Flight Simulator 9" o "Microsoft Flight Simulator X" y contiene servicios de datos como pistas de aterrizaje y de rodaje, información y posicionamiento de aparcamientos de estacionamiento y objetos, información sobre el tránsito aéreo del aeropuerto/helipuerto, información sobre los sistemas de navegaciones que ofrece este aeropuerto/helipuerto y ubicaciones de inicio.
Existen programas como AFCAD o ADE que permiten modificar la información contenida en estos archivos bgl.

Nota: Comúnmente se confunde AFCAD (el archivo bgl) y AFCAD (el programa que permite modificar estos bgl)

## Información grabada en los archivos AFCAD

### Pistas de aterrizaje
Esto incluye todas las marcas de pista, iluminación, luces de aproximación, VASI y el aterrizaje. Puede contener entre una gran variedad de tipos de superficie de existencias concretas al agua.

### Diferentes pistas dedespeguesyaterrizajes
Proporciona información sobre las pistas de aterrizaje y despegue como longitud y ancho de la pista, marcas de la pista, posicionamiento y orientación. Esta información es utilizada por el tráfico IA (Inteligencia Artificial) o el ATC Nativo del simulador para manejarse sobre estos.

### Calles de rodaje
Esto incluye marcas de rodaje, la iluminación, tipo de superficie, y de las denominaciones (por ejemplo rodaje "B2"). Además de la apariencia visual y la ubicación de las pistas de circulación, el trazado de calles de rodaje también controla las rutas de usuario y aviones de la IA en todo el aeropuerto.

### Estacionamiento
Contiene puntos de estacionamiento (puerta y rampa de aparcamiento) y las manchas de aparcamiento en los aeropuertos para su uso propio o los niveles de la IA en un aeropuerto. También contiene el tamaño de la puerta de estacionamiento de aeronaves y la existencia de puertas de embarque (jetways). 

### Puertas designadas aaerolíneas
Microsoft añadió a la capacidad de asignar a determinadas compañías aéreas específicas las puertas. También puede designar a clases de aviones para el uso de determinadas clases de aparcamiento, tales como las de estacionamiento de aeronaves, aviones de carga a la carga y estacionamiento de aeronaves militares a aparcamientos militares.

### Controlador de tránsito aéreo
Contiene las frecuencias de comunicaciones y una torre y / o la frecuencia de control en tierra.

### Navegación
Contiene la navegación existente en este aeropuerto/helipuerto como ILS, Marker Beacons, VOR / DME, NDBs.

### Ubicaciones de inicio
Cada aeropuerto cuenta con lugares de inicio por defecto para sus aviones al final de cada pista. Estos pueden ser cambiados para ser registrados en distintos lugares, como en el rodaje en la entrada de una pista de aterrizaje.

### Torre de control
Contiene la ubicación de la torre de control de la vista de sus aviones (seleccionados pulsando la tecla 'S' dos veces en FS).
- Datos: Q5653605